# Alexander Schug
Alexander Schug (* 29. August 1973 in Essen) ist ein deutscher Historiker.
Alexander Schug studierte nach dem in Polen abgeleisteten Zivildienst Geschichte, Soziologie und Publizistik an der Technischen Universität Dresden, der University of London und der Humboldt-Universität zu Berlin. Er arbeitete anschließend mehrere Jahre freiberuflich für verschiedene Museen sowie Medien aus dem Print-, Hörfunk- und Fernsehbereich. Er war PR-Berater bei der deutschen Kommunikationsagentur Pleon in Berlin und wurde 2007 bei Wolfgang Hardtwig in Neuerer und Neuester Geschichte an der Humboldt-Universität mit der Dissertation „Deutsche Kultur“ und Werbung. Studien zur Geschichte der Wirtschaftswerbung von 1918 bis 1945 promoviert. 
Schug ist Lehrbeauftragter für Angewandte Geschichte an der Humboldt-Universität zu Berlin und Mitglied der Vereinigung deutscher Wirtschaftsarchivare. 2000 gründete er die Vergangenheitsagentur, 2008 den Vergangenheitsverlag.
Schugs inhaltliche Schwerpunkte liegen in Public Relations, Marken- und Unternehmensgeschichte, sowie der Konsum-, Populär- und Designgeschichte. Er betreibt gemeinsam mit Hilmar Sack die Vergangenheitsagentur in Berlin, wo er im Auftrag von Organisationen, Verbänden und Unternehmen, aber auch von Privatpersonen zu verschiedenen historischen Themen forscht und publiziert. In Verbindung mit der Humboldt-Universität erarbeitete Schug ein Archiv zum Abriss des Palasts der Republik, der als Sonderbestand im Eigentum des Landesarchivs Berlin verwahrt wird. Dazu gehörte ebenso wie zum 100-jährigen Jubiläum der Kaffee-Marke Kaffee Hag, zum 100-jährigen Jubiläum des Frauenwahlrechts und zum 200-jährigen Jubiläum des Alexanderplatzes die Konzeption einer Ausstellung. 2012 gründete er FRED & OTTO - Der Hundeverlag.

## Schriften
- History marketing. Ein Leitfaden zum Umgang mit Geschichte in Unternehmen, Transcript, Bielefeld 2003 ISBN 3-89942-161-2
- Die Augen des Professors: Wilhelm Conrad Röntgen. Eine Kurzbiographie. Vergangenheitsverlag, Berlin 2008 ISBN 978-3-940621-02-3
- mit Hilmar Sack: Die Berliner Mauer. Geschichtstouren für Entdecker. Vergangenheitsverlag, Berlin 2009, ISBN 978-3-940621-09-2
- mit Juliane Haubold-Stolle: Wer ist schon alt? eine Kulturgeschichte des Alterns. Vergangenheitsverlag, Berlin 2009, ISBN 978-3-940621-15-3 (Kleine Kulturgeschichten)
- mit Andrea Rohrberg: Die Ideenmacher. Lustvolles Gründen in der Kultur- und Kreativwirtschaft. Ein Praxis-Guide. Transcript, Bielefeld 2010, ISBN 978-3-8376-1390-2 (Praxis-Guide)

als Herausgeber
- mit Marjaliisa Hentilä: Von heute an für alle! Hundert Jahre Frauenwahlrecht. BWV, Berlin 2006, ISBN 3-8305-1084-5 (Schriftenreihe des Finnland-Instituts in Deutschland, Band 6).
- Palast der Republik. Politischer Diskurs und private Erinnerung. BWV, Berlin 2007, ISBN 978-3-8305-1373-5
- Fünf Plätze – ein Name – der Berliner Alexanderplatz. Vergangenheitsverlag, Berlin 2008, ISBN 978-3-940621-00-9
- Oberbayern unter Strom. Die Geschichte des Kraftwerkstandorts Zolling. Vergangenheitsverlag, Berlin 2008, ISBN 978-3-940621-01-6.
- mit Wolfgang Hardtwig: History sells! Angewandte Geschichte als Wissenschaft und Markt. Steiner, Stuttgart 2009, ISBN 978-3-515-09336-1.
- mit Aisha Ronniger und Andrea Schulz: Ring frei! Erkundungstour Ringbahn Berlin. Vergangenheitsverlag, Berlin 2009, ISBN 978-3-940621-04-7
- mit Cornelia Siebeck und Alexander Thomas: Verlorene Zeiten. DDR-Lebensgeschichten im Rückblick - eine Interviewsammlung. Vergangenheitsverlag, Berlin 2009, ISBN 978-3-940621-11-5
- mit Daniel Klink und Martin Mahn: Humboldts Innovationen. Soziales, wissenschaftliches und wirtschaftliches Unternehmertum an der Humboldt-Universität zu Berlin. Vergangenheitsverlag, Berlin 2010, ISBN 978-3-940621-16-0.